# Evolventní ozubení

Záběr evolventních kol.Modré šipky ukazují síly (akce a reakce)působící v místě dotyku dvou zubů.Modrá čára,po níž se posouvá bod dotyku,se nazývá dráha záběru

Evolventní ozubení je s obrovskou převahou nejčastěji používaný typ ozubení. Činná část boku zubu má tvar evolventy.

## Tvar zubů
Obrys boku zubu je tvořen malou částí evolventy - spirálovité křivky, kterou vytvoří bod přímky, odvalující se po nehybné základní kružnici. Názornější příkladem je dráha značky na niti, která se napnutá odvíjí z nehybné válcové cívky.

## Charakteristika
Při záběru dvou ozubených kol se bod, ve kterém se zuby dotýkají, pohybuje po přímce-dráze záběru, která je zároveň nositelkou přenášené síly. Kolmá vzdálenost této přímky na ose otáčení je konstantní, následkem čehož je při stejné síle mezi zuby konstantní i točivý moment přenášený ozubením. Záběr kol tak nevyvolává kolísání přenášeného momentu, které by jinak bylo zdrojem zvýšených vibrací a hluku.

## Hlavní druhy evolventních kol
Dva hlavní druhy evolventních ozubení jsou:
- Přímoboké ozubení - Nejjednodušší ozubená kola. Je výrobně laciné, v provozu ale hlučné a má nižší únosnost.
- Šikmoboké ozubení - Ačkoliv při pohledu v axiálním směru je profil zubu stále evolventní, tato evolventa je navinuta na šroubovou plochu pod určitým úhlem stoupání. Pár spoluzabírajících kol tvoří vždy jedno kolo pravé a jedno levé. Tato soukolí jsou ve srovnání s přímobokým ozubením tišší, mají vyšší únosnost, jejich základní nevýhodou je ale vznik axiální síly, kterou je potřeba zachytit.

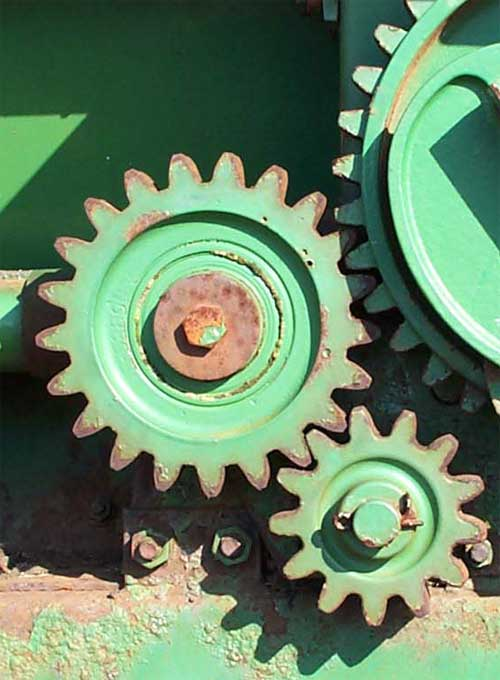
Ozubený převod s přímými zuby s evolventním ozubením.
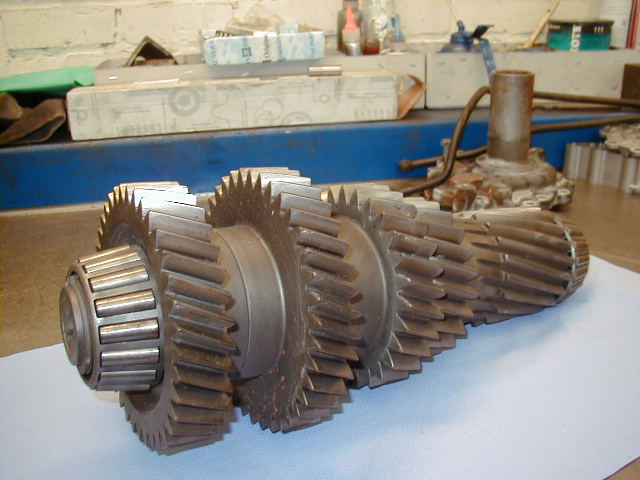
Hřídel s několika šikmými ozubenými koly.